# Phlyctaenogastra rangei
Phlyctaenogastra rangei är en fjärilsart som beskrevs av M.Gaede 1915. Phlyctaenogastra rangei ingår i släktet Phlyctaenogastra och familjen björnspinnare. Inga underarter finns listade i Catalogue of Life.